# 엉덩허리동맥 허리가지
엉덩허리동맥 허리가지, 또는 장요추동맥 요추가지(lumbar branch of iliolumbar artery, ramus lumbalis)는 엉덩허리동맥의 가지로, 큰허리근과 허리네모근에 혈액을 공급한다. 또한 마지막 허리동맥과 문합하며, 마지막 허리뼈와 엉치뼈 사이의 척추사이구멍을 통해 작은 척수가지를 낸다. 이 가지는 척주관으로 들어가 말총에 혈액을 공급한다.